# GRS Cars
GRS Cars war ein britischer Hersteller von Automobilen.

## Unternehmensgeschichte
Die Brüder Walklett, die Ginetta leiteten, gründeten 1982 das Unternehmen in Witham in der Grafschaft Essex. Sie begannen mit der Produktion von Automobilen und Kits. Der Markenname lautete GRS. 1989 endete die Produktion. Insgesamt entstanden etwa 363 Exemplare.

## Fahrzeuge
Das erste Modell Tora stand von 1982 bis 1988 im Angebot. Es war ein kleiner zweitüriger Kombi. Die Basis bildete ein Leiterrahmen aus Stahl. Darauf wurde eine Karosserie aus Fiberglas montiert. Viele Teile wie Motor, Windschutzscheibe, Türen und Innenausstattung kamen vom Hillman Hunter. Von diesem Modell entstanden etwa 360 Exemplare.
1988 folgte der Tora Estate. Ein anderes Fahrgestell, der Vierzylindermotor vom Ford Cortina sowie die viertürige Kombi-Karosserie waren die Unterschiede. Bis zur Einstellung 1989 entstanden nur drei Exemplare.